# Bandeira da Cabárdia-Balcária
A Bandeira da Cabárdia-Balcária é um dos símbolos oficiais da República da Cabárdia-Balcária, uma das subdivisões da Federação Russa. Foi aprovada pelo Parlamento da República em 21 de julho de 1994.

## Descrição
Seu desenho consiste em um retângulo com proporção largura-comprimento de 2:3 dividido em três faixas horizontais de mesma altura nas cores azul, branco e verde. No centro há um círculo dividido em campos azul na parte superior e verde na parte inferior separados por uma montanha em desenho estilizado. Quando foi criada, suas proporções eram de 1:2, atualmente a relação da largura da bandeira de seu tamanho 2:3.

## Simbologia
As cores simbolizam:
- Azul - o céu;

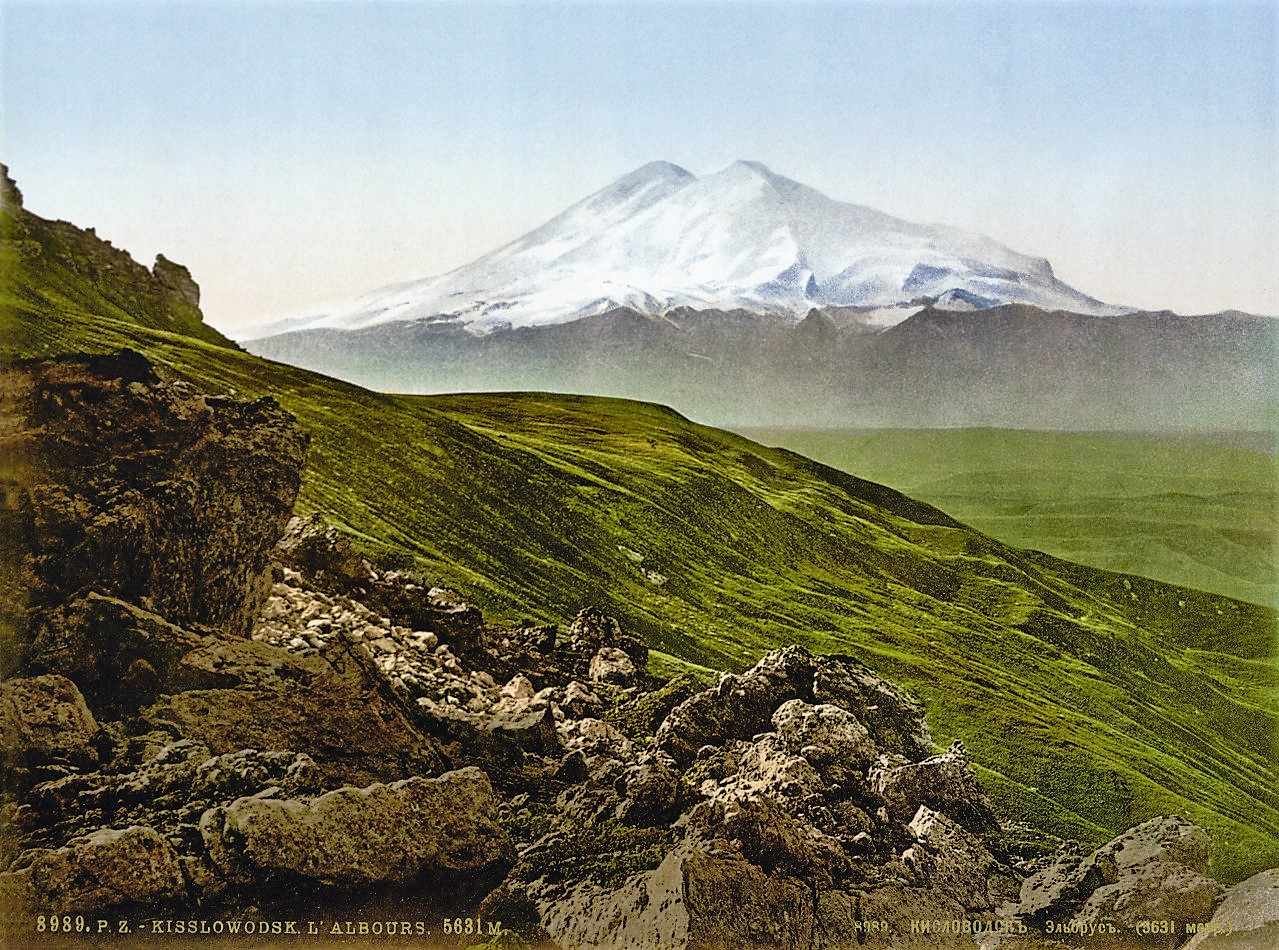
Os picos gêmeos do Monte Elbrus são representados na bandeira da República.

- Branco - a neve do topo das montanhas do Cáucaso;
- Verde - os campos.

A montanha estilizada no círculo central simboliza os picos gêmeos do Monte Elbrus, o ponto mais alto da Europa.